# Besoldungsdienstalter
Das Besoldungsdienstalter (BDA) war bis zum 30. Juni 2009 die Berechnungsgrundlage für die Dienstbezüge von Beamten und Soldaten. Seit dem 1. Juli 2009 treten für seitdem neu vereidigte Beamte des Bundes und Soldaten an die Stelle des Besoldungsdienstalters die Erfahrungszeiten mit ihren acht Stufen. Seitdem ist im Bundesbesoldungsgesetz von „Dienstzeiten, in denen anforderungsgerechte Leistungen erbracht wurden (Erfahrungszeiten)“ die Rede (§ 27 Abs. 1 BBesG). Auf andere Beamte und Richter sind die Neuregelungen dann anwendbar, wenn die betreffende Gebietskörperschaft die Reform des Bundesbesoldungsgesetzes übernommen hat.
Der Beginn des Besoldungsdienstalters war gesetzlich festgelegt mit dem Beginn des Monats, in dem der Beamte oder Soldat sein 21. Lebensjahr vollendet hat, und meist nicht mit dem tatsächlichen Dienstbeginn identisch, der bis zu zehn Jahren später liegen konnte. Dieser Zeitpunkt konnte sich – etwa durch Zeiten für die Betreuung von Kindern oder pflegebedürftigen Angehörigen – noch weiter nach hinten verschieben.
Durch die Kategorie der Erfahrungszeiten soll stärker der Aspekt des Zuwachses an berufsspezifischer Erfahrung betont werden. Bei konsequenter Anwendung dieses Prinzips müsste z. B. ein 21-jähriger Berufsanfänger Grundbezüge in derselben Höhe wie ein 31-jähriger Berufsanfänger erhalten.
Hintergrund der Reform ist die Rechtsprechung des Europäischen Gerichtshofs (EuGH), wonach eine Staffelung von Bezügen allein nach dem Lebensalter einen Fall unzulässiger Altersdiskriminierung darstelle. Da auch bei der Berücksichtigung von Erfahrungszeiten „Minderleister“ allein deshalb, weil sie älter geworden sind, höhere Bezüge erhalten könnten, ist in das Bundesbesoldungsgesetz das Leistungsprinzip eingefügt worden: § 27 Abs. 5 der Gesetzesfassung vom 1. Juli 2009 lautet: „Wird festgestellt, dass die Leistungen des Beamten oder Soldaten nicht den mit dem Amt verbundenen Anforderungen entsprechen, verbleibt er in seiner bisherigen Stufe des Grundgehaltes.“